# 卡尔达斯省
卡尔达斯省是位于哥伦比亚中部地区的一个省，首府马尼萨莱斯，2018年人口为99万。